# Semisopochnoi
Semisopochnoi (in lingua aleutina Unyax; in russo Семисопочный, Semisopočnyj) è un'isola che fa parte delle Rat, un gruppo delle Aleutine occidentali e appartiene all'Alaska (USA). Occupa la posizione più orientale del territorio negli Stati Uniti, è a soli 23 minuti a ovest del 180º meridiano e si trova quindi nell'emisfero orientale.
L'isola è stata così nominata nel 1790 dal tenente Gavriil Saryčev della Marina Imperiale Russa. Semisopočnyj significa sette picchi o vulcani estinti (sem’, sette).

## Fauna
La maggior parte delle specie di uccelli che nidificano a terra sono state annientate dalle volpi artiche introdotte nell'isola nel XIX secolo per il commercio dalle pellicce e poi rimosse nel 1997. L'isola è stata anche liberata dai ratti. Semisopochnoi è attualmente nelle prime fasi di recupero per gli uccelli marini. Ospita una delle maggiori colonie di Aethia cristatella, Aethia pusilla e Phalacrocorax urile.

## Il vulcano
Semisopochnoi, il più grande vulcano delle Aleutine occidentali, ha un'ampiezza di 20 km a livello del mare e una caldera larga 8 km. Il punto più alto dell'isola è Anvil Peak (1.221 m), il cono più attivo è il monte Cerbero di cui è riportata una storica eruzione del 1873..

## Galleria d'immagini

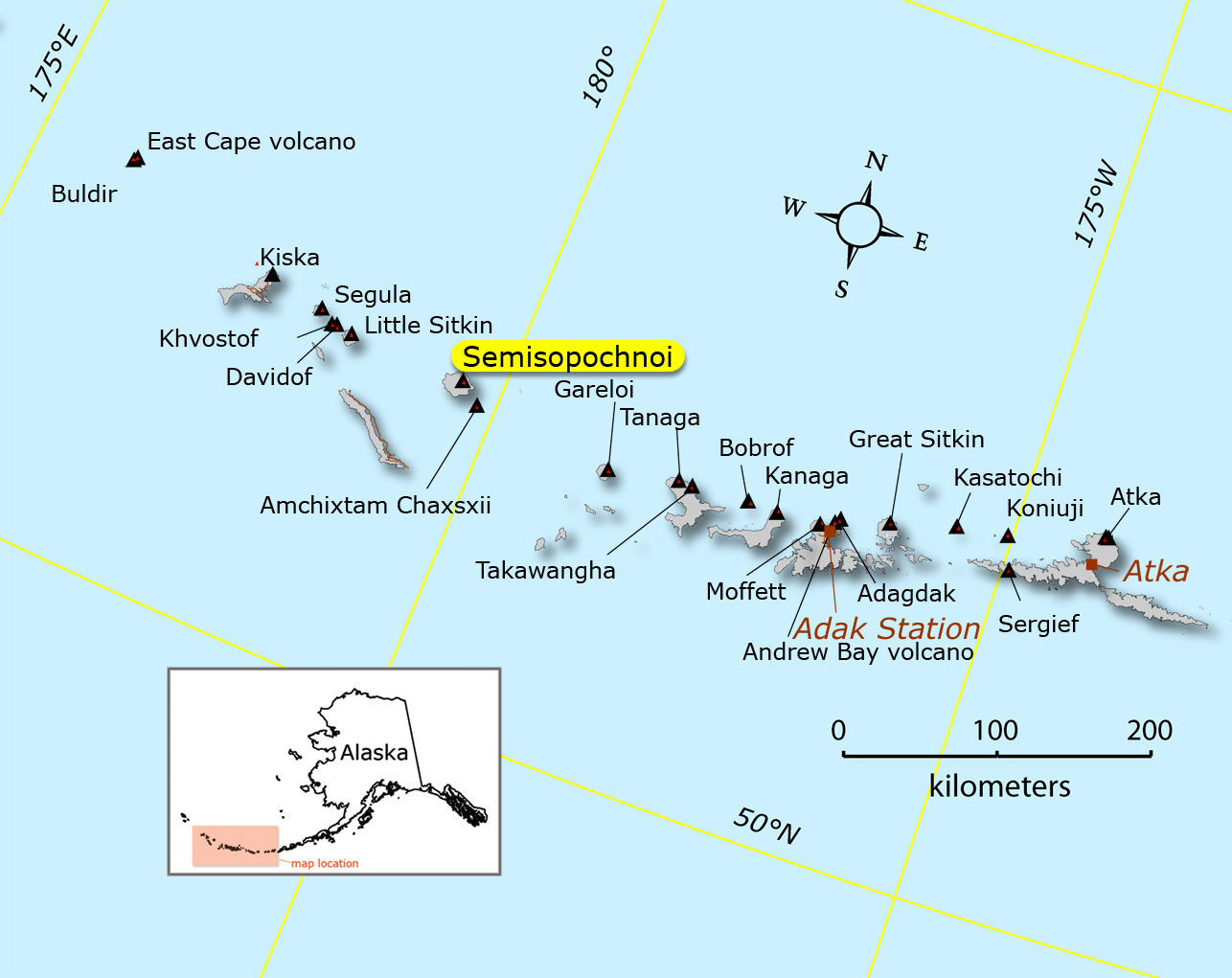
Collocazione di Semisopochnoi nelle Aleutine. Amchixtam Chaxsxii, subito a sud-est, è un vulcano sommerso.
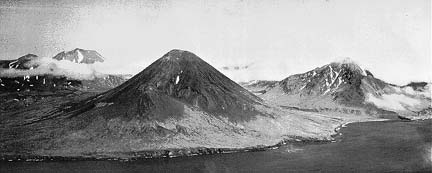
Veduta della parte meridionale dell'isola
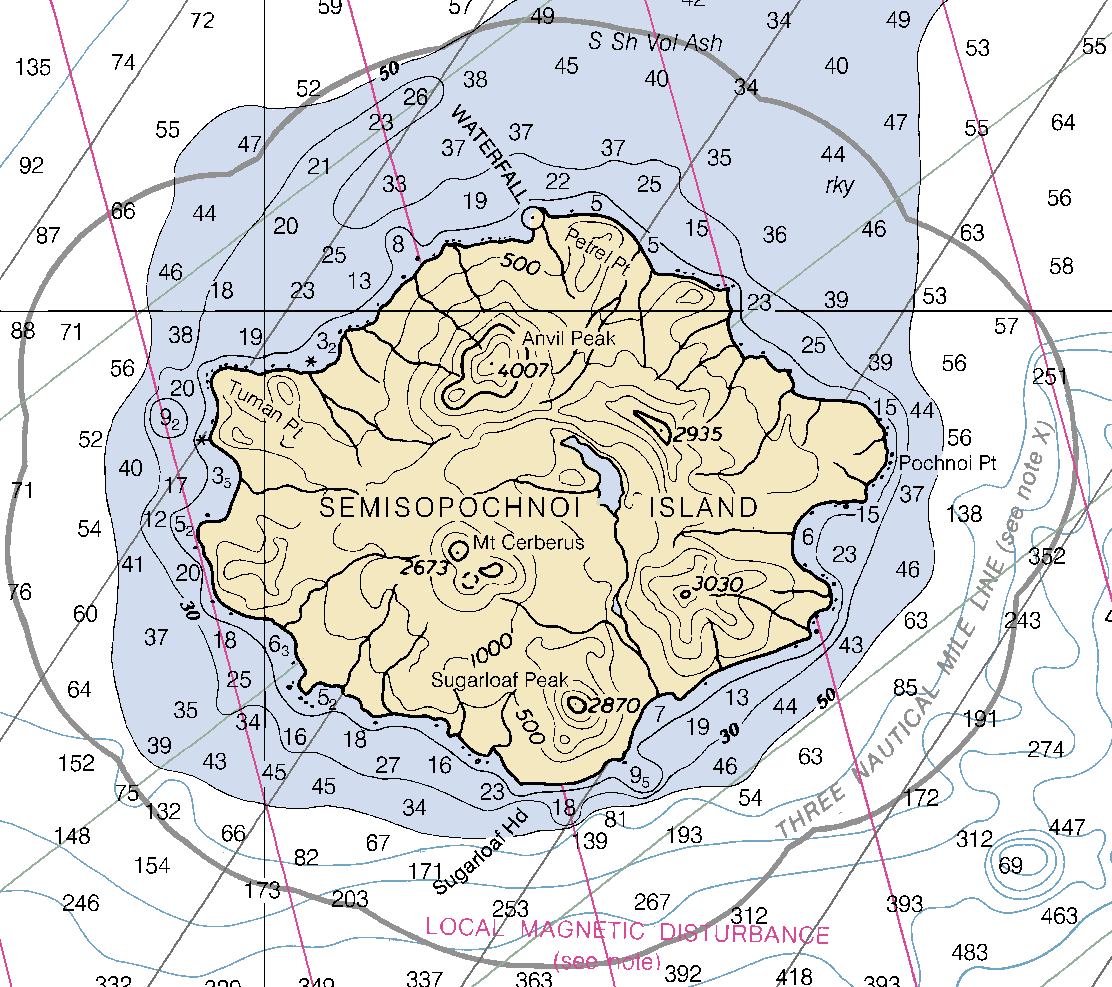
Carta nautica di Semisopochnoi
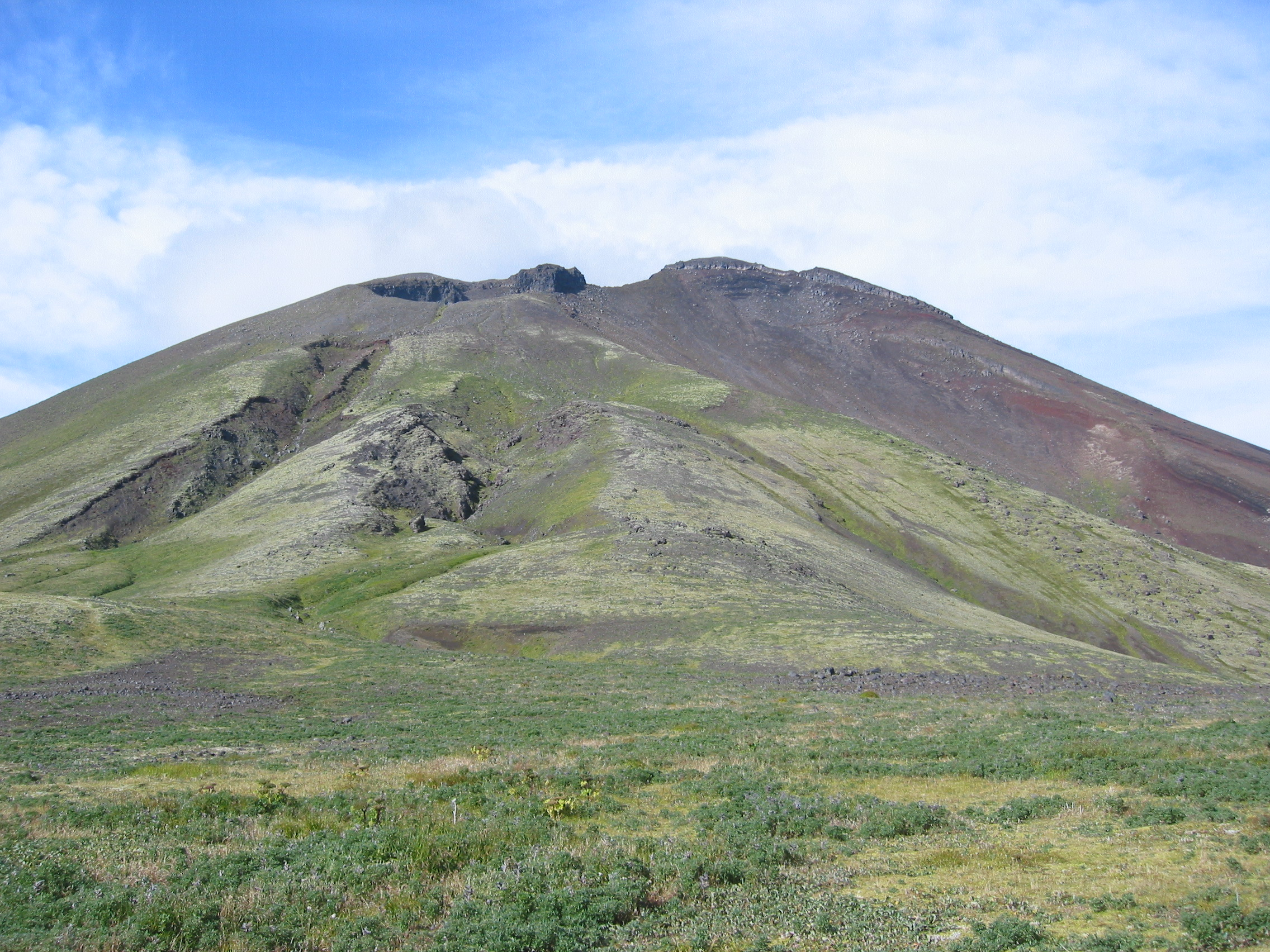
Il monte Cerberus